# مغان (شاهرود)
مغان یک روستا در ایران است که در دهستان حومه (شاهرود) واقع شده‌است. مغان ۱٬۶۳۱ نفر جمعیت دارد.